# Дитмар-Хопп-Штадион
«Дитмар-Хопп-Штадион» (нем. Dietmar-Hopp-Stadion) — футбольный стадион, расположенный в немецкой деревне Хоффенхайм, ныне входящей в состав города Зинсхайм, федеральная земля Баден -Вюртемберг. В 1999—2008 годах — официальная домашняя арена одноименного местного клуба.

## История
Арена, изначально рассчитанная на 5000 зрителей, была построена в 1999 году и носит имя владельца «Хоффенхайма» — бизнесмена Дитмара Хоппа. Возведение стадиона было приурочено к торжествам, посвященным 100-летию клуба. 
Первой игрой на арене стал товарищеский матч «Хоффенхайма» против мюнхенской «Баварии», завершившийся поражением хозяев поля со счетом 1:4. В сезоне 2005/06, когда команда играла в Региональной лиге, в среднем на домашние матчи клуба приходило около 2000 зрителей, а в следующем сезоне 2006/07, когда «Хоффенхайм» вышел во Вторую Бундеслигу, средняя посещаемость увеличилась до 3000 человек.
Летом 2007 года, в соответствии с требованиями к стадионам второго дивизиона, руководство команды провело полномасштабные работы по реконструкции арены, в результате чего «Дитмар-Хопп-Штадион» начал вмещать около 6350 зрителей. Параллельно с ремонтом старого стадиона, началось возведение нового поля для клуба в Зинсхайме.
В январе 2009 года коллектив переехал на «Вирзоль-Рейн-Неккар-арену», способную принять порядка 30 000 зрителей. После повышения в Бундеслигу домашние матчи в первой части сезона 2008\09 команда проводила также на арене в соседнем городе Мангейм.

## Использование
Помимо домашних матчей «Хоффенхайма», «Дитмар-Хопп-Штадион» также принимал несколько матчей ряда юношеских сборных Германии по футболу, встречу в рамках Кубка Немецкой футбольной лиги 2001 года между «Фрайбургом» и дортмундской «Боруссией», а также один матч женской сборной Германии: 21 июля 2004 года в присутствии 6257 зрителей хозяйки поля победили команду Норвегии со счетом 1:0. Стадион в настоящее время используется в качестве домашнего для женской команды «Хоффенхайма», выступающей в высшей лиге чемпионата Германии с 2013 года, также на нем проводит свои матчи молодежная и резервная команды клуба.